# NGC 6762
NGC 6762 (другие обозначения — NGC 6763, PGC 62757, UGC 11405, ZWG 323.9) — галактика в созвездии Дракон.
Этот объект занесён в новый общий каталог несколько раз, с обозначениями NGC 6762, NGC 6763.
Этот объект входит в число перечисленных в оригинальной редакции «Нового общего каталога».